# Alexander Holmberg
Alexander Nils Henriksson Holmberg, född 2 juli 1969, är en svensk författare, ledarskapsexpert, skribent, föreläsare, talare och coach. Han är son till författaren Bo R Holmberg och bror till skribenten Elin Holmberg.
Alexander Holmberg har gett ut tre böcker för barn mellan 0 och tre år: Pappa hämtar! (Olika förlag, 2008, ISBN 9789185827077), Godnatt Tyra! (Olika förlag, 2008, ISBN 9789185827084), Var är kaninen? (Olika förlag, 2009, ISBN 9789185827091). Böckerna är inspirerade av författarens dotter Tyra.
Han har skrivit om mental träning i tidningen Man, är ledarexpert i tidningen Chef, arbetar med tidningens nätverk för nya chefer och ansvarade för tidningens ledarprogram åren 2011 till 2014. Alexander Holmberg arbetar främst som chefsutbildare, föreläsare och coach till framför allt idrottare inom alpint, elitidrotter, hästhoppning och golf. Inom ämnet har han också gett ut boken Det tydliga ledarskapet (Ledarbildarna Resurs, 2014, ISBN 9789163755309) tillsammans med Malin Trossing.
Han också varit ordförande i föreningen Sveriges Integrativa Coacher.